# Maillet (Allier)
Pour les articles homonymes, voir Maillet.
Maillet est une ancienne commune française, située dans le département de l'Allier en région Auvergne-Rhône-Alpes, devenue, le 1er janvier 2016, une commune déléguée de la commune nouvelle de Haut-Bocage.

## Histoire
La ville tire son nom du latin Malliacum. Son église dépendait du prieuré de la Chapelaude.
Le bourg se serait développé autour du château de Beauregard, remplacé au XVIIe siècle par une construction plus récente. En1686, le sieur de la Fauconnière possède le fief de Beauregard.

## Politique et administration
| Période                                  | Période       | Identité       | Étiquette | Qualité  |
| ---------------------------------------- | ------------- | -------------- | --------- | -------- |
| Les données manquantes sont à compléter. |               |                |           |          |
| ?                                        | mars 2001     | Jacques Mazois | PCF       |          |
| mars 2001                                | mars 2008     | Guy Desmaison  |           |          |
| mars 2008                                | avril 2014    | Elie Guillet   |           |          |
| avril 2014                               | décembre 2015 | Yves Gaudin    |           | Retraité |

## Démographie
L'évolution du nombre d'habitants est connue à travers les recensements de la population effectués dans la commune depuis 1793. À partir du 1er janvier 2009, les populations légales des communes sont publiées annuellement dans le cadre d'un recensement qui repose désormais sur une collecte d'information annuelle, concernant successivement tous les territoires communaux au cours d'une période de cinq ans. 
Pour les communes de moins de 10 000 habitants, une enquête de recensement portant sur toute la population est réalisée tous les cinq ans, les populations légales des années intermédiaires étant quant à elles estimées par interpolation ou extrapolation. Pour la commune, le premier recensement exhaustif entrant dans le cadre du nouveau dispositif a été réalisé en 2004,.
En 2014, la commune comptait 896 habitants, en évolution de +148,2 % par rapport à 2009 (Allier : +0 %, France hors Mayotte : +2,49 %).
| 1793 | 1800 | 1806 | 1821 | 1831 | 1836 | 1841 | 1846 | 1851 |
| ---- | ---- | ---- | ---- | ---- | ---- | ---- | ---- | ---- |
| 580  | 495  | 483  | 636  | 640  | 616  | 581  | 621  | 588  |

| 1856 | 1861 | 1866 | 1872 | 1876 | 1881 | 1886 | 1891 | 1896 |
| ---- | ---- | ---- | ---- | ---- | ---- | ---- | ---- | ---- |
| 625  | 595  | 647  | 687  | 691  | 687  | 716  | 735  | 732  |

| 1901 | 1906 | 1911 | 1921 | 1926 | 1931 | 1936 | 1946 | 1954 |
| ---- | ---- | ---- | ---- | ---- | ---- | ---- | ---- | ---- |
| 741  | 733  | 704  | 612  | 595  | 566  | 525  | 512  | 452  |

| 1962 | 1968 | 1975 | 1982 | 1990 | 1999 | 2004 | 2009 | 2014 |
| ---- | ---- | ---- | ---- | ---- | ---- | ---- | ---- | ---- |
| 415  | 407  | 326  | 319  | 309  | 322  | 364  | 361  | 896  |

## Lieux et monuments
- Église Saint-Denis, du XIIe et XIVe siècles (restaurée)
- Château de Maillet datant du XIVe siècle
- Chapelle et château du XIVe siècle

## Théâtre
La troupe internationale de théâtre le Footsbarn Theatre est installée depuis 1991 dans une ancienne ferme au lieu-dit la Chaussée sur la commune de Maillet.